# Luis Ram de Víu
Luis Ram de Víu y Quinto (Rubielos de Mora, 10 de abril de 1864-Rubielos de Mora, Ibid, 18 de octubre de 1906) fue un poeta español posromántico, considerado el mejor de los poetas aragoneses del siglo XIX.

## Biografía
Barón de Hervés, pronto quedó huérfano. Tuvo siempre problemas de salud de tipo cardíaco. Conocemos su vida a través de sus poemas y de los datos (algo literaturizados) que aporta Mariano Baselga en su prólogo al poemario póstumo Del fondo del alma.
Su obra estuvo muy influida por la poesía de Bécquer y Campoamor. Del magisterio de este último da cuenta su poema de 1887 «Amparo» y la colección poética Flores de muerto (1887), que se inspira en el Cementerio de Torrero de Zaragoza. Estos temas relacionados con la neurastenia y el malditismo son desarrollados en El desván (1889). En cambio, con Dos guitarras (1892), su poesía vuelve a la tradición de la copla y el folclore, como fue habitual en la poesía posromántica de Antonio Trueba, Augusto Ferrán e incluso Bécquer.
Alrededor del año 1890 experimenta una profunda crisis de fe, de la que resulta su obra poética capital: Horas de luz, un libro de ciento veinte poemas publicado en 1894. En él abjura de sus anteriores obras Flores de muerto y El desván.
Del fondo del alma, su libro de poesía póstumo de 1908, continúa su búsqueda entre la crisis de fin de siglo y la poesía popular, con la incorporación destacada de un tipo de poesía de ámbito personal.
De ideas tradicionalistas al igual que su familia, Ram de Víu era admirador entusiasta del pretendiente carlista Jaime de Borbón y Borbón-Parma y se enorgullecía al hablar de él. No usaba sombrero, pero sí una boina. Según Antonio Pérez Lasheras y Alfredo Saldaña, Ram de Víu fue un católico ultramontano con ribetes regeneracionistas que, en nombre de la iglesia y de la religión, condena los tiempos presentes de democracia, liberalismo, anarquismo, «política de compadrazgo y patraña» y juventud sin ideales.

## Obra poética
- Amparo: poema en tres cantos (1884)
- Flores de muerto (1887)
- El desván (1889)
- Dos guitarras (1892)
- Horas de luz (1894)
- Del fondo del alma (1908, publicado a título póstumo)